# 콰르토 (보드 게임)

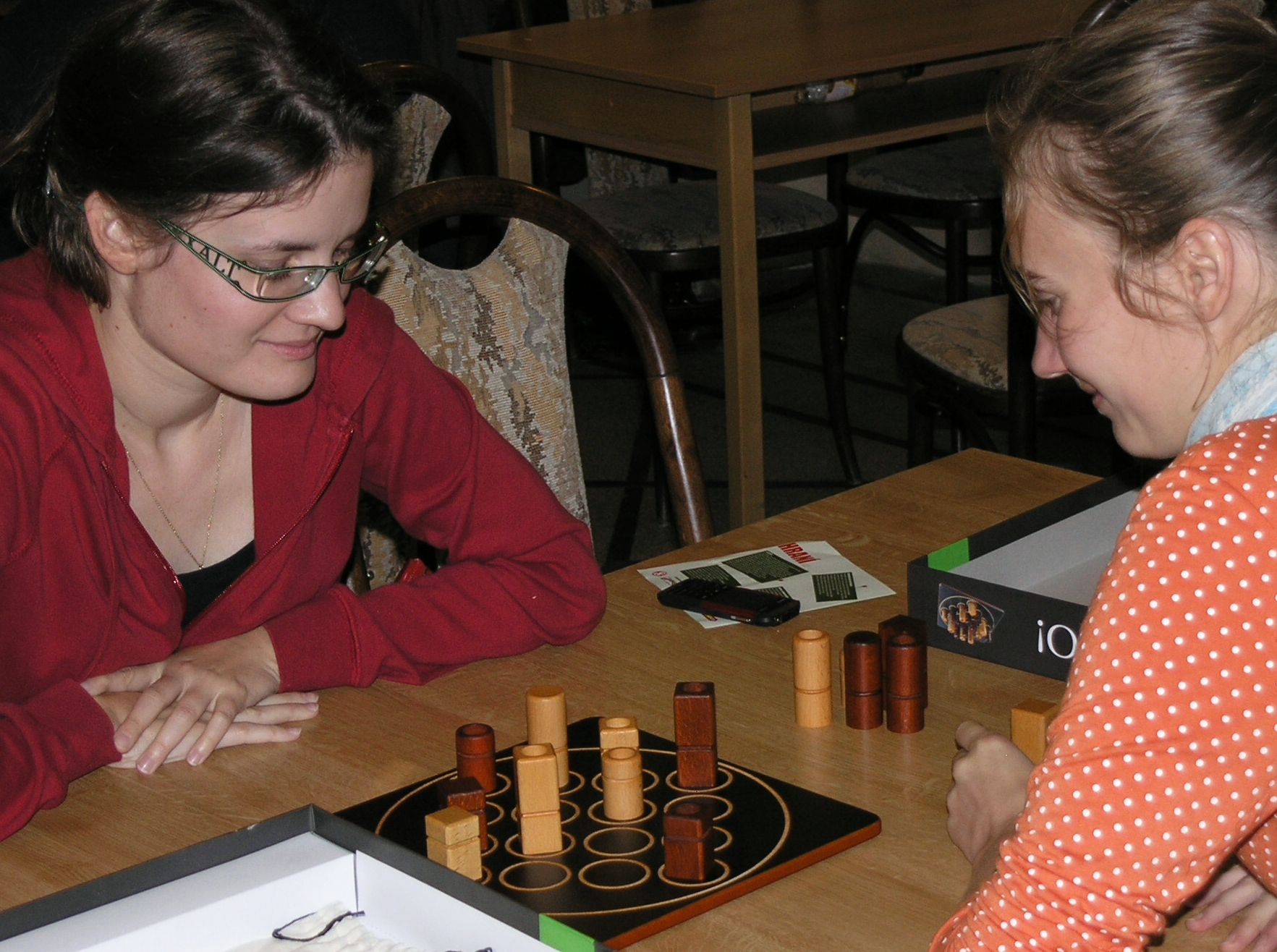

콰르토(Quarto)는 길이 (길고 짧음), 색(빨강 대 파랑으로 하거나 진하고 옅음), 구멍 유무(있거나 없음), 높이 (높거나 낮음) 4가지 성질이 다른 16개의 기물을 교대로 놓되, 매번 상대방이 정해주는 기물을 놓으면서 한 성질이 같은 네 말이 일렬로 오게 만드는 사람이 이기는 게임이다. 임파셜 게임(Impartial game)에 속한다. 1993년에 멘사 셀렉트로 선정되었다.

## 같이 보기
- 4목